# Герман, Хайке
Хайке Герман (англ. Heike Gehrmann; род. 18 мая 1968, Бремен) — западногерманская и немецкая хоккеистка на траве, полевой игрок. Участница летних Олимпийских игр 1988 года.

## Биография
Хайке Герман родилась 18 мая 1968 года в западногерманском городе Бремен.
Изучала экономику, по специальности была банковским служащим.
Играла в хоккей на траве за «Клуб цур Фар» из Бремена.
В 1988 году вошла в состав женской сборной ФРГ по хоккею на траве на летних Олимпийских играх в Сеуле. Играла в поле, провела 5 матчей, забила 1 мяч в ворота сборной Южной Кореи.
В 1989 году завоевала бронзовую медаль Трофея чемпионов во Франкфурте-на-Майне.
В 1987—1991 годах провела за женскую сборную ФРГ / Германии 56 матчей.